# Mosómacik
A Mosómacik (eredeti cím: The Raccoons) 1985-től 1992-ig futott amerikai–kanadai televíziós rajzfilmsorozat, amelyet Kevin Gillis alkotott és közösen Sebastian Grunstra-val és Paul Schibli-vel rendezte. A Gillis-Wiseman Productions és az Evergreen Raccoons Television Productions készítette, a Skywriter Media és az Entertainment Group forgalmazta. Kanadában a CBC Television vetítette. Magyarországon az MTV 1 sugározta, később a Szív TV adta le.

## Szereplők
| Szereplő            | Eredeti név       | Eredeti hang                                                                                               | Magyar hang                                                  |
| ------------------- | ----------------- | --- | ------------------------------------------------------------ |
| Mosó Marci          | Bert Raccoon      | Len Carlson                                                                                                | Harsányi Gábor                                               |
| Mosó Marci          | Bert Raccoon      | A nagy B betűs piros pólós fiúmosómaci.                                                                    |                                                              |
| Mosó Karcsi         | Ralph Raccoon     | Bob Dermer                                                                                                 | Kocsis György Harmath Imre (5x07)                            |
| Mosó Karcsi         | Ralph Raccoon     | A fehér sálas fiúmosómaci.                                                                                 |                                                              |
| Mosó Marcsi         | Melissa Raccoon   | Rita Coolidge (1980-81) Dottie West (1983) Linda Feige (1. évad) Susan Roman (2-5. évad)                   | Kiss Erika Závodszky Noémi (5x03)                            |
| Mosó Marcsi         | Melissa Raccoon   | A rózsaszínű ruhás lánymosómaci.                                                                           |                                                              |
| Mosó Liza           | Lisa Raccoon      | Lisa Lougheed                                                                                              | Hámori Eszter (1. hang) Kisfalvi Krisztina (2. hang)         |
| Mosó Liza           | Lisa Raccoon      | A sárga ruhás lánymosómaci, Mosó György és Nikolett lánya, Mosó Berci nővére.                              |                                                              |
| Bundás              | Schaeffer         | Carl Banas                                                                                                 | Maróti Gábor Hankó Attila (3. évad)                          |
| Bundás              | Schaeffer         | Az óangol juhászkutya.                                                                                     |                                                              |
| Tappancs            | Broo              | Sharon Lewis                                                                                               | (saját hangján)                                              |
| Tappancs            | Broo              | A óangol juhászkutyakölyök.                                                                                |                                                              |
| Fűrész Pali         | Cedric            | Fred Little (1980-1984) Marvin Goldhar (sorozat)                                                           | Reisenbüchler Sándor (1-2. évad) Gesztesi Károly (3-5. évad) |
| Fűrész Pali         | Cedric            | A búvárszemüveges földimalac, Fűrész Oszkár fia.                                                           |                                                              |
| Fűrész Oszkár       | Cyril             | Michael Magee                                                                                              | Hollósi Frigyes                                              |
| Fűrész Oszkár       | Cyril             | A rosszakaratú földimalac.                                                                                 |                                                              |
| A malacok           | The Pigs          | Nick Nichols Keith Hampshire Len Carlson                                                                   | Szirtes Gábor Fekete Zoltán Stohl András                     |
| A malacok           | The Pigs          | A három kismalac, Fűrész Oszkár segítői.                                                                   |                                                              |
| Knox úr             | Mr. Knox          | Len Carlson                                                                                                | Kárpáti Tibor Papp János (3x03)                              |
| Knox úr             | Mr. Knox          | A pénzéhes krokodil, a K.N.O.X. TV igazgatója, Fűrész Oszkár vetélytársa.                                  |                                                              |
| Baden-Baden asszony | Lady Baden-Baden  | Bob Dermer                                                                                                 | Némedi Mari                                                  |
| Baden-Baden asszony | Lady Baden-Baden  | A gazdag drámai tyúk.                                                                                      |                                                              |
| Dan vadőr           | Forest Ranger Dan | Rupert Holmes (1980) Leo Sayer (1981) John Schneider (1983) Kevin Gillis (1984) Murray Crunchley (sorozat) | Csonka András                                                |
| Dan vadőr           | Forest Ranger Dan | Az örökzöld-erdő parkőre, Juli és Tomi apja.                                                               |                                                              |
| Juli                | Julie             | Tammy Bourne (1980-1984) Vanessa Lindorres (sorozat)                                                       | Simonyi Piroska                                              |
| Juli                | Julie             | A szőke hajú lánytestvér, Dan vadőr lánya.                                                                 |                                                              |
| Tomi                | Tommy             | Hadley Kay (1980-1984) Noam Zylberman (sorozat)                                                            | Gerő Gábor                                                   |
| Tomi                | Tommy             | A barna hajú fiútestvér, Dan vadőr fia.                                                                    |                                                              |
| Vakarcs             | Snag              | Michael Magee                                                                                              | (saját hangján)                                              |
| Vakarcs             | Snag              | Fűrész Oszkár földimalac-szerű kutyája.                                                                    |                                                              |
| Mosó Berci          | Bentley Raccoon   | Noam Zylberman (39 epizód) Stuart Stone (6 epizód)                                                         | Bartucz Attila                                               |
| Mosó Berci          | Bentley Raccoon   | A szürke ruhás fiúmosómaci, Mosó Liza öccse, Mosó György és Nikolett fia.                                  |                                                              |
| Mosó György         | George Raccoon    | Dan Hennessey                                                                                              | Szersén Gyula                                                |
| Mosó György         | George Raccoon    | Mosó Nikolett férje, Liza és Berci apja.                                                                   |                                                              |
| Mosó Nikolett       | Nicole Raccoon    | Elizabeth Hanna                                                                                            | Ábrahám Edit                                                 |
| Mosó Nikolett       | Nicole Raccoon    | Mosó György felesége, Liza és Berci anyja.                                                                 |                                                              |
| Zsófi               | Sophia Tutu       | Lisa Lougheed                                                                                              | Kisfalvi Krisztina                                           |
| Zsófi               | Sophia Tutu       | A földimalac lány, Fűrész Pali barátnője.                                                                  |                                                              |
| Malacné             | Mrs. Pig          | Nonnie Griffin                                                                                             | Detre Annamária (3. évad) Fodor Zsóka (5. évad)              |
| Malacné             | Mrs. Pig          | A malacok mamája.                                                                                          |                                                              |
| Vilmos úr           | Mr. Willow        | Carl Banas                                                                                                 | Komlós András (3. évad) Farkas Antal                         |
| Vilmos úr           | Mr. Willow        | A fűszeres medve, a bolt tulajdonosa                                                                       |                                                              |

További magyar hangok: Antal László, Balázsi Gyula, Beregi Péter, Berzsenyi Zoltán, Cs. Németh Lajos, Elekes Pál (Pióca Szilárd/Simon bácsi), Gruber Hugó (Sir Malcolm Havelock), Holl Nándor (Acél Laci), Imre István, Kardos Gábor, Kisfalvi Krisztina, Kocsis Judit, Komlós András, Koroknay Géza (Smedley-Smythe professzor), Makay Sándor (Lúdtalp doktor; Bagoli Béla), Némedi Mari, Németh Gábor, Varga Tamás, Végvári Tamás (Adószedő), Wohlmuth István

## Magyar változat
- Magyar szöveg: Dani András
- Hangmérnök: Láng Noémi
- Rendezőasszisztens: Mihályfalvi Mihály
- Vágó: Fényi Márta
- Gyártásvezető: Lajtai Erzsébet
- Szinkronrendező: Kosztola Tibor
- A szinkront a Magyar Televízió megbízásából a Pannonbox Társaság készítette a Videovox stúdióban.